# Comuna Olari, Arad
Olari (în maghiară: Varsánd) este o comună în județul Arad, Crișana, România, formată din satele Olari (reședința) și Sintea Mică.

## Demografie
Componența etnică a comunei Olari
     Români (64,11%)
     Maghiari (20,97%)
     Romi (8,51%)
     Alte etnii (1,89%)
     Necunoscută (4,52%)
Componența confesională a comunei Olari
     Ortodocși (60,9%)
     Evanghelici luterani (17,03%)
     Romano-catolici (6,36%)
     Penticostali (5,89%)
     Alte religii (4,99%)
     Necunoscută (4,83%)
Conform recensământului efectuat în 2021, populația comunei Olari se ridică la 1.903 locuitori, în scădere față de recensământul anterior din 2011, când fuseseră înregistrați 1.937 de locuitori. Majoritatea locuitorilor sunt români (64,11%), cu minorități de maghiari (20,97%) și romi (8,51%), iar pentru 4,52% nu se cunoaște apartenența etnică. Din punct de vedere confesional, majoritatea locuitorilor sunt ortodocși (60,9%), cu minorități de evanghelici luterani (17,03%), romano-catolici (6,36%) și penticostali (5,89%), iar pentru 4,83% nu se cunoaște apartenența confesională.

## Politică și administrație
Comuna Olari este administrată de un primar și un consiliu local compus din 11 consilieri. Primarul, Petru Răuț[*], de la Partidul Național Liberal, este în funcție din 2016. Începând cu alegerile locale din 2024, consiliul local are următoarea componență pe partide politice:
|  | Partid                                 | Consilieri | Componența Consiliului | Componența Consiliului | Componența Consiliului | Componența Consiliului | Componența Consiliului | Componența Consiliului |
|  | -------------------------------------- | ---------- | ---------------------- | ---------------------- | ---------------------- | ---------------------- | ---------------------- | ---------------------- |
|  | Partidul Național Liberal              | 6          |                        |                        |                        |                        |                        |                        |
|  | Partidul Social Democrat               | 3          |                        |                        |                        |                        |                        |                        |
|  | Uniunea Democrată Maghiară din România | 2          |                        |                        |                        |                        |                        |                        |

## Atracții turistice
- Pescărie
- Câmpia Crișului Alb și Crișului Negru (arie de protecție specială avifaunistică)

## Personalități
- Iosif Rangheț (1904 -1952), demnitar comunist